# Charlie Chan aux courses
Pour plus de détails, voir Fiche technique et Distribution.
Charlie Chan aux courses (Charlie Chan at the Race Track) est un film américain réalisé par H. Bruce Humberstone, sorti en 1936.
C'est le douzième film de la série des enquêtes du détective sino-américain Charlie Chan avec l'acteur Warner Oland dans le rôle-titre.

## Synopsis
Charlie Chan enquête sur la mort d’un propriétaire de chevaux de course, apparemment frappé à mort par son propre cheval.

## Fiche technique
- Titre original : Charlie Chan at the Race Track
- Titre français : Charlie Chan aux courses
- Réalisation : H. Bruce Humberstone, assisté de Aaron Rosenberg
- Scénario : Robert Ellis, Helen Logan et Edward T. Lowe Jr., d'après l'œuvre d'Earl Derr Biggers
- Direction artistique : Duncan Cramer (en)
- Costumes : Herschel McCoy
- Photographie : Harry Jackson
- Montage : Nick DeMaggio
- Société de production : Fox Film Corporation
- Pays de production :  États-Unis
- Langue : anglais
- Format : Noir et blanc - 1.37:1 - Mono - 35 mm
- Genre : Film policier
- Durée : 70 minutes
- Date de sortie :
  - États-Unis : 7 août 1936

## Distribution
- Warner Oland : Charlie Chan
- Keye Luke : Lee Chan
- Helen Wood : Alice Fenton
- Thomas Beck : Bruce Rogers
- Alan Dinehart : George Chester
- Gavin Muir : Bagley
- Gloria Roy : Catherine Chester
- Jonathan Hale : Warren Fenton
- G.P. Huntley : Denny Barton
- George Irving : Major Kent
- Frank Coghlan Jr. : Eddie Brill
- Frankie Darro : 'Tip' Collins
- John Rogers : Mooney

Parmi les acteurs non crédités :
- Paul Fix : Lefty
- Holmes Herbert : Chef Steward
- Robert Homans : Juge
- Patrick H. O'Malley Jr.
- Jack Mulhall